# Aufstand der Fischer von St. Barbara
Aufstand der Fischer von St. Barbara ist die erste Buchveröffentlichung der deutschen Autorin Anna Seghers aus dem Jahr 1928. Für die Erzählung wurde die Autorin im selben Jahr mit dem Kleist-Preis ausgezeichnet. Eine Verfilmung der Novelle von Erwin Piscator wurde 1934 unter dem Titel Der Aufstand der Fischer veröffentlicht.

## Inhalt
Johann Hull flieht aus der Stadt Port Sebastian in das Fischerdorf St. Barbara. Während der Meuterei im letzten Frühjahr, bei der zirka zwölf Menschen in Port Sebastian ums Leben kamen, war er von anrückendem Militär gefasst und bei der Flucht in den Fuß geschossen worden. Er wird seither steckbrieflich gesucht. Hull fürchtet einerseits seine Gefangennahme, doch andererseits beruhigt er sich. Augenscheinlich hat ihn in St. Barbara keiner erkannt. Hull kommt in dem Fischerdorf in der Schenke des Wirtes Desak unter und überwintert dort. In der Schenke begegnet er dem Schiffer Kedennek. Der Einheimische ist von einer Idee Hulls angetan. Alle Fischer aus St. Barbara sollen sich mit den Fischern aus den Nachbardörfern St. Blé, Wyk und St. Elnor treffen. Einen aufmerksamen Zuhörer haben die Männer in dem verwaisten Jugendlichen Andreas Bruyn. Andreas wurde von seinem Onkel Kedennek und dessen Frau Marie aufgenommen. Der Onkel will den jungen Burschen auf seinem Schiff Veronika in der kommenden Saison zum Fischfang mitnehmen. Mit dem einstmals großen Fischmarkt in St. Barbara geht es wirtschaftlich abwärts. An jenem Markt steht die Niederlassung der Gesellschaft der Vereinigten Bredelschen Reedereien.
Das Treffen der Fischer aus den vier Ortschaften findet in St. Barbara statt. Hull tritt als Redner auf und formuliert die Forderungen der Fischer an den Reeder. Erstens, die Fischer fordern vom Reeder Vorschuss, zweitens, es werden höhere Marktpreise für den Fisch ausgehandelt und drittens, solange der Reeder den Forderungen eins und zwei nicht nachkommt, bleiben alle Schiffe in ihren Häfen. Es kommt zum Aufstand. Der verläuft nicht ohne Vorfälle. Einem Sohn Bredels ergeht es übel. Er wird in St. Barbara arg tätlich angegriffen. Mehrere Fischer werden „verhaftet und in die Hauptstadt gebracht“. Die Bürotür der Bredelschen Niederlassung in St. Barbara wird von den erbosten Aufständischen zerschlagen. Die Fischer bedrohen den weißhaarigen Büroangestellten. Die Polizei rückt an und nimmt nach Angaben der Reederei mehrere Leute fest. Die Niederlassungstür wird befestigt. Der weißhaarige Brillenträger wird durch „handfeste Leute“ ersetzt. Auswärtige Streikbrecher werden beim Ausfahrtversuch von den Fischern aus St. Barbara geschlagen und mit Messerstichen traktiert. Ein Regiment Soldaten marschiert an, schießt und wird teilweise „ins Wasser gedrängt“. Die Auseinandersetzung eskaliert. Der Schiffer Kedennek stirbt an einer Schussverletzung. Reeder Bredel will die Ausfahrt eines Schiffes erzwingen. Andreas verhindert die Ausfahrt des Schiffes durch Sabotage – lediglich mit Schraubenzieher und Säge. Zwar kommen dabei alle Mann an Bord – bis auf drei – um, doch der Junge ist unter den Geretteten. Ein paar Tage noch versteckt er sich in den Klippen. Dann wird er gefasst und bei einem Fluchtversuch erschossen. Hull wird festgenommen. Die Fischer und besonders deren kleinere Kinder durch Hunger geschwächt, geben den Widerstand auf.

## Selbstzeugnis
Befragt nach dem imaginären Ort der Handlung, habe Anna Seghers ausweichend geantwortet, sie hätte eine Sage erzählt, in der sie das, was sie gerade besonders berührte, mit der „Farbigkeit von Märchen“ artikulieren wollte.

## Form
Bereits nach den ersten drei Sätzen überblickt der Leser die Gesamtaussage vollständig. Der Aufstand der Ausgebeuteten ist gescheitert. Alle Macht wurde wieder in die Hände ihrer Herren gelegt. Jedoch müsse die Erzählung von vorn bis hinten durchgelesen werden, denn Anna Seghers wolle uns sagen, wir könnten neue Siegeszuversicht selbst aus einer Niederlage beziehen.
Die Sprache ist karg, aber präzise. Die Autorin spricht in Bildern: „Der Wind war froh, weil die Tür offen war.“ Oder: Der kräftige Wind reißt „kleine Stücke Licht von der schweren Sonne“ ab. Klassenkämpferische Aspekte: „Eine Versammlung“  sei „nicht beschlußfähig gewesen“.
Der Ort der Handlung liegt in einer Bucht und ist – wie oben angedeutet – nicht näher lokalisierbar. Die Angabe eines Hafens Docrere, angeblich westlich von Port Sebastian, hilft auch nicht weiter. Brandes vermutet einen Ort im atlantischen Nordeuropa zu Anfang des 20. Jahrhunderts.

## Interpretation
Brandes spricht die Aussage des Textes deutlich aus. Die Niederlage der Fischer ist die Geburtsstunde ihres unsterblichen Freiheitswillens.
Die christliche Symbolik zeigt sich zunächst darin, dass der Aufstand zu Pfingsten stattfindet. Maria tritt dem Leser zweigeteilt als Mutter und Hure entgegen. Die Mutter ist jene kinderreiche mustergültige Hausfrau Marie Kedennek, die genau zu Weihnachten einem neuen Kind das Leben schenkt. Die Hure Marie aus Docrere hilft im Winter bei Desak in der Schenke aus. Der Wirt verprügelt sie jährlich einmal und schläft sodann mit ihr. Hull möchte die Prostituierte nehmen, wird aber abgewiesen. Andreas ist da erfolgreicher. Eigentlich hat er es auf eine ganz bestimmte Schöne abgesehen, „rund und braun wie eine Nuß“. Doch mangels an Gelegenheit schläft er dreimal mit Desaks Marie. Das Wort Hure verwendet Anna Seghers für das knochige Mädchen nicht, sondern gibt ihm im Gegenteil menschliche Züge. Desaks Marie versorgt zum Beispiel Andreas mit Lebensmitteln, als er sich in den Klippen vor dem Militär verbirgt. Sie wird schließlich von jenen Soldaten vergewaltigt.
Ebenso ist der Anführer des Aufstandes zweigeteilt in den Aufrührer Hull und den Schiffer Kedennek. Hull, „der Rebell mit Charisma“, kommt als fertiger, gestandener Anführer von außerhalb nach St. Barbara und bringt Kedennek durch sein Auftreten zu dem geschilderten Opfertod; einem Martyrium. Während  der Abenteurer Hull nicht nur als Erlöser, sondern auch als triebhaft-menschlich unter anderem auf Lustgewinn aus ist, wird Kedennek als der sozial wertvollere der beiden Anführer dargestellt. Anna Seghers bereitet Kedenneks Heldentod, als er sich für die Sache der Fischer opfert – durch scheinbare Nebensächlichkeiten vor: Kedenneks Stimme ist im entscheidenden Moment dröhnender als die Hulls.
Ein Held ist nach Neugebauer übrigens auch Andreas. Indem der Junge durch seinen „anarchischen Anschlag“ das auslaufende Schiff mit Mann und Maus auf Grund fährt, setzt er die gerechte Sache der Fischer über das eigene Leben und kommt schließlich um. Anna Seghers habe mit Andreas das romantische Bild eines Revolutionärs gezeichnet.

## Rezeption
- Hans Henny Jahnn, der Anna Seghers „starke Begabung im Formalen“[22] bescheinigte, hatte als Vertrauensmann der Kleiststiftung den Text unter 800 Arbeiten ausgewählt. Arno Schirokauer hatte darauf die preisgekrönte Erzählung als Mischmasch von ein bisschen Expressionismus und Neuer Sachlichkeit verschrien.[23] Batt[24] nennt die Subjektrevolte expressionistisch und die Illustration des Aufstandes sachlich. Die Marxisten gingen noch einen Schritt weiter. Der erhobene Zeigefinger von Otto Biha habe unmarxistisch bedeutet.[25] In der sowjetischen Piscator-Verfilmung von 1934 (siehe unten) wurde dann auch die Aussage von Niederlage auf Sieg über die Ausbeuter umgemodelt.
- Werner Türk[26] lobte 1928 in der Literatur die künstlerische Disziplin und schlichte Sachlichkeit der Autorin. Sentimentalität und Krassheit in der Darstellung seien vermieden worden.
- Manche Lobsprüche auf den Text aus den Jahren 1973–1983 seien mit Vorsicht zu genießen. Reich-Ranicki, Merkelbach und Helmut J. Schneider wird unterstellt, damit das Spätwerk, in der DDR geschaffen, ein klein wenig herabzusetzen.[27] Denn noch ist nur von Aufstand die Rede. Um Weltrevolution geht es bei Anna Seghers erst in späteren Texten.[28]
- Batt meint, ein Kollektivgeschehen werde durchgestaltet.[29] Die Aufständischen leiden und hungern. Ihre Not bewirke nicht nur Solidarität, sondern zermürbe auch.[30]
- Hilzinger zitiert Volker Klotz anno 1981: „Kollektiv als Hauptperson: Wie es sich erzählen und lesen läßt. Zu Anna Seghers’ ‚Aufstand der Fischer von St. Barbara‘“[31]
- Obwohl Kiesel[32] den Text unter dem Kapitel Agitationsliteratur bespricht, muss er klarstellen, Johann Hull ist weder Funktionär noch Agitator, sondern wird vielmehr von seinem „natürlichen Gerechtigkeitssinn“ getrieben. Manchem Rezensenten in der Roten Fahne und in der Linkskurve habe dieses Faktum nicht gepasst. Kiesel denkt, wenn er für Hull nach einer historischen Beispielfigur sucht, an Max Hoelz.

## Verfilmungen
- 1934: Am 5. Oktober wurde Erwin Piscators Der Aufstand der Fischer (russ. „Восстание рыбаков“, Produzent Michail Doller) in der Sowjetunion in Russisch aufgeführt. Dmitri Konsowski spielte den Andreas, Wera Janukowa Desaks Marie, Alexei Diki den Schiffer Kedennek, Nikolai Gladkow den Johann Hull und Sergei Martinson den Reeder Bredel.
- 1988: Am 20. November  wurde Thomas Langhoffs Film unter dem Titel Der Aufstand der Fischer von St. Barbara im DDR-Fernsehen ausgestrahlt. Tobias Langhoff spielte den Andreas, Ulrike Krumbiegel Desaks Marie, Ulrich Thein den Schiffer Kedennek, Monika Lennartz seine Ehefrau Marie, Hansjürgen Hürrig den Johann Hull und Dietrich Körner den Wirt Desak.

### Textausgaben
Erstausgabe
- Aufstand der Fischer von St. Barbara. Kiepenheuer, Potsdam 1928. 187 Seiten, Leinen.

Verwendete Ausgabe
- Aufstand der Fischer von St. Barbara. Erzählung. 133 Seiten. Aufbau-Verlag Berlin 1958.

Weitere Ausgaben
- Aufstand der Fischer von St. Barbara. S. 5–90, in: Anna Seghers: Aufstand der Fischer von St. Barbara. Die Gefährten. Band I der Gesammelten Werke in Einzelausgaben. 308 Seiten. Aufbau-Verlag GmbH, Berlin 1951.
- Aufstand der Fischer von St. Barbara. Nachwort von Sonja Hilzinger, 2. Auflage, Aufbau-TB 5150, Berlin 2000, ISBN 3-7466-5150-6; Textausgabe mit Materialien: Klett, Stuttgart 2004, ISBN 978-3-12-353804-9.

Aktuelle Ausgabe
- Aufstand der Fischer von St. Barbara. In: Anna Seghers: Werkausgabe. Hrsg. von Helen Fehervary und Bernhard Spies. Bd. I/1.1. Bearbeitet von Helen Fehervary. Aufbau-Verlag Berlin 2002.

### Sekundärliteratur
- Heinz Neugebauer: Anna Seghers. Leben und Werk. Mit Abbildungen (Wissenschaftliche Mitarbeit: Irmgard Neugebauer, Redaktionsschluss 20. September 1977). 238 Seiten. Reihe „Schriftsteller der Gegenwart“ (Hrsg. Kurt Böttcher). Volk und Wissen, Berlin 1980, ohne ISBN
- Kurt Batt: Anna Seghers. Versuch über Entwicklung und Werke. Mit Abbildungen. 283 Seiten. Reclam, Leipzig 1973 (2. Aufl. 1980). Lizenzgeber: Röderberg, Frankfurt am Main (Röderberg-Taschenbuch Bd. 15), ISBN 3-87682-470-2
- Ute Brandes: Anna Seghers. Colloquium Verlag, Berlin 1992. Bd. 117 der Reihe „Köpfe des 20. Jahrhunderts“, ISBN 3-7678-0803-X
- Andreas Schrade: Anna Seghers. Metzler, Stuttgart 1993 (Sammlung Metzler Bd. 275 (Autoren und Autorinnen)), ISBN 3-476-10275-0
- Sonja Hilzinger: Anna Seghers. Mit 12 Abbildungen. Reihe Literaturstudium. Reclam, Stuttgart 2000, RUB 17623, ISBN 3-15-017623-9
- Helmuth Kiesel: Geschichte der deutschsprachigen Literatur 1918 bis 1933. C.H. Beck, München 2017, ISBN 978-3-406-70799-5